# Graßmannsches Gesetz (Sprachwissenschaft)
Das Graßmannsche Gesetz (auch: Aspiratendissimilationsgesetz) ist eine von dem Mathematiker und Sprachwissenschaftler Hermann Graßmann (1809–1877) für die indogermanische Sprachwissenschaft 1863 nachgewiesene phonetische Dissimilationsregel.

## Aussagen
Das Gesetz gilt für das Altindoarische sowie für das Altgriechische und besagt: Bei einer mittelbaren Aufeinanderfolge zweier aspirierter Verschlusslaute verliert der erste die Behauchung.
Die Regel zeigt sich vor allem bei der Reduplikation von Verbalwurzeln. Von ved. dhā- (3. Klasse) z. B. lautet der Präsensstamm nicht *dhá-dhā-mi (1. Person Singular), sondern dádhāmi.
Im Altgriechischen betrifft die Regel die Tenues (tonlosen) aspiratae θ th, φ ph, χ kh sowie h (spiritus asper). Die bis auf den Reduplikationsvokal dem vedischen Beispiel entsprechende Form lautet τί-θη-μι, tí-thē-mi ‘ich setze’ entstanden aus *θί-θη-μι, thí-thē-mi. Auch das Präsens ἔχω, ékhō ‘ich habe’ hat so sein älteres anlautendes h verloren, *ἕχω, hékhō. Erhalten geblieben ist h jedoch im Futur ἕξω, héxō ‘ich werde haben’ aus *hékhsō, weil das aus *khs entstandene ξ, x unbehaucht und somit die Graßmannsche Bedingung nicht erfüllt ist. Die indische und die griechische Aspiratendissimilation haben unabhängig voneinander stattgefunden, im Griechischen erst nach dem Übergang von *dh, *bh, *gh > th, ph, kh.

## Beispiele aus dem Altgriechischen
- θάπτω (Stamm: θαφτ-) (ich begrabe; Präs.) vs. ἐτάφην (ich wurde begraben, Aorist)
- φεύγω (ich fliehe; Präs.) vs. πέφευγα (ich bin geflohen, Perfekt)